# 尼古拉·耶斯特拉蒂耶维奇
尼古拉·耶斯特拉蒂耶维奇（1976年7月9日—），塞尔维亚男子篮球运动员。他曾代表南联盟参加2000年夏季奥林匹克运动会篮球比赛，获得第六名。